# 李再鈐
李再鈐（1928年－），是一位台灣現代雕塑家，也是台灣少數堅持幾何造形的現代雕塑家。1928年出生於福建仙遊，1948年來台，曾任教於中國文化大學、實踐大學、銘傳大學，作品多從傳統出發，以抽象幾何元素呈現個人獨特的藝術風格。

## 生平
1928年生於福建省仙遊縣，出身於書畫世家，自小受祖父、父親的啟發，接受正統的書畫訓練，因此在年少時已有深厚的書法繪畫功夫，1948年來台，進入臺灣省立師範學院（今國立臺灣師範大學）美術學系學習，開始接觸雕塑藝術。李再鈐早期於台灣手工業推廣中心工作近十年的時間，積極推廣工藝設計，創立六藝設計公司，也曾任教於中國文化大學、實踐大學、銘傳大學等教授設計課程。
自1960年代便開始探索銅、砂石、玻璃纖維與不鏽鋼等新興材料，尤其擅用鋼材創作，於1970年代接觸到包浩斯以降的藝術風格與低限主義藝術（Minimalism），使其開啟幾何抽象的創作脈絡。李再鈐發現低限主義的核心概念與中國老莊思想及禪學頗有契合，加上本身對易經的深究，因此他的創作在嚴謹而縝密的數學邏輯之外，也有深刻的東方哲思。並與楊英風、朱銘、邱煥堂、郭清治、陳庭詩等重要雕塑家組成著名的雕塑家團體「五行雕塑小集」，對各類材質的大膽探索及運用，為臺灣現代雕塑推進新頁。
1983年，運用現代媒材，創作〈低限的無限〉一作品，鋼板噴漆，這件作品參展臺北市立美術館開館展，為幾何抽象的造形，三角形塊面的組合，在某一個角度看來類似星形，曾因而遭到誤解，原作本是紅色被擅改為白色，引發社會輿論風暴和政治與藝術分界爭端的論戰。
李再鈐持續創作至今，作品受各大美術館典藏，包括國立臺灣美術館、臺北市立美術館、高雄市立美術館等；重要個展包括2008年關渡美術館「哲理與詩情—李再鈐八十雕塑展」、2018年臺北當代藝術館「低限命題．感性空間—東和鋼鐵國際藝術家駐廠創作展」及亞洲藝術中心台北的「『越界』～在砌時變局中縱橫—亞洲藝術中心台北旗艦空間開幕展」等；近期展覽包括2021年香港巴塞爾藝術博覽會「幾何抽象之路—李再鈐與法賈希迪」等；潛心於雕塑創作外，亦著有《希臘雕刻》、《鐵屑塵土雕塑談—李再鈐八十文鈔》、《即興八九》等書。

## 風格
堅持以幾何造形為創作，以鋼板為素材，焊接為手法，創作出一系列的抽象作品，為當代立體造形藝術的代表雕塑家之一。他破除既有的框架，以中國傳統虛實相生的美學原理，創作出現代低限風格的造型，在媒材伸展與擴張的效果中，兼具了理性的觀念與感性的視野。從中發展出一系列的抽象作品，展現一種結合美學、哲學和數學的造形和三元關係，蘊含著即興與無限哲思。

## 年表
| 年份         | |
| ------------ | --- |
| 1948年       | 就讀於台灣師院（今國立台灣師範大學）美術系 |
| 1950年       | 受「四六事件」牽連而遭退學 |
| 1951－1957年 | 擔任印染工廠任布紋圖案設計師 |
| 1957－1968年 | 進入「台灣手工業推廣中心」服務，從事工藝設計及產品開發 |
| 1962－1964年 | 創立「六藝設計公司」 |
| 1963年       | 開始學習現代雕塑並創作至今 |
| 1966－1970年 | 多次受政府聘僱擔任國際商業展覽館與商品陳列設計師 |
| 1968－1972年 | 任教於中國文化大學 |
| 1969年       | 於凌雲藝廊展出「李再鈐作品近作展」 |
| 1969－1970年 | 現代畫廊「台灣現代美術聯展」、國立歷史博物館「國際造型藝術家環太平洋巡迴展」、良氏畫廊 「六人夏展」、凌雲畫廊「現代美展」                                          |
| 1970年       | 與楊英風、陳庭詩、朱銘等當代雕塑藝術家，組成「五行雕塑小集」 |
| 1971－1980年 | 國立歷史博物館「五行雕塑小集展」 |
| 1972－1984年 | 中國生產力中心大樓「現代六人展」 |
| 1972年       | 任教於銘傳商業專科學校（今銘傳大學） |
| 1975年       | 中華藝廊「世界名雕塑攝影展」 |
| 1980－1990年 | 版畫家畫廊「雕塑個展」、臺北市立美術館「台北市立美術館開幕展」「「五行雕塑小集聯展」、玄門藝術中心「現代雕塑五行展」、國立歷史博物館「國際造型藝術家亞洲巡迴展」、 |
| 1985年       | 高雄山美術館「兩岸名家雕塑交流展」 |
| 1986年       | 〈低限的無限〉獲國泰金控典藏，〈合〉獲中原大學典藏 |
| 1991年       | 雄獅畫廊「雕塑個展」 |
| 1992年       | 〈虛實之間〉獲高雄市立美術館及福華飯店典藏 |
| 1993年       | 〈無限延續〉獲元智大學典藏 |
| 1994年       | 〈元〉獲國立台灣美術館典藏 |
| 1999年       | 〈你的雕塑 No.1〉獲國立臺灣美術館典藏 |
| 2001年       | 新加坡「國際造形藝術展」 |
| 2003年       | 金山藝術生活空間「生活‧藝術空間展」 |
| 2006年       | 〈紅不讓〉獲臺北市立美術館典藏、大趨勢畫廊 「天地原道－台灣戰後抽象雕塑評選」                                                                                      |
| 2008年       | 福華畫廊「五人雕塑聯展」、關渡美術館「哲理與詩情－李再鈐八十雕塑展」、台北世貿「2008台北國際藝術博覽會」                                                           |
| 2009年       | 大趨勢畫廊「鐵屑‧塵土－2009李再鈐雕塑個展」 |
| 2011年       | 大趨勢畫廊「形色版圖－抽象藝術五人展」「雕火－焊接藝術」 |
| 2015年       | 中山堂「向大師致敬－臺灣前輩雕塑十一家大展」 |
| 2018年       | 臺北當代藝術館「低限命題．感性空間－東和鋼鐵國際藝術家駐廠創作展」                                                                                                 |
| 2021年       | 亞洲藝術中心「『越界』～在砌時變局中縱橫—亞洲藝術中心台北旗艦空間開幕展」、香港巴塞爾藝術博覽會「幾何抽象之路－李再鈐與法賈希迪」                                  |